# Amilar Alves
Amilar Roberto Alves (Campinas, 23 de novembro de 1881 – Rio de Janeiro, 4 de março de 1941) foi um jornalista, dramaturgo e diretor de cinema brasileiro.
Como jornalista, trabalhou em veículos como o Correio Popular, o Diário do Povo e o Correio de Campinas, sendo também um dos fundadores do Centro de Ciências, Letras e Artes
de Campinas. Dirigiu diferentes grupos de teatro e foi autor de uma série de peças, como as comédias Qui, Quai, Quod (1921), Tagarelice do Papagaio (1928), Ciúmes e Arrufos (1933), 
do drama Degenerados (1933), e do drama histórico Fernão Dias (1939) , adaptado para o cinema por seu filho, Alfredo Roberto Alves, em 1956. Além de dramaturgo, foi diretor do
Grupo Teatral Benedito Otávio. Pioneiro do “Ciclo de Campinas”, reúne um grupo de quatro pessoas e forma
a produtora Phenix, que produz o primeiro filme de ficção totalmente realizado na cidade, João da Matta (1923), um drama sertanejo baseado em peça teatral de sua autoria e que
utiliza no elenco artistas dos grupos dramáticos locais já bem conhecidos na cidade e região.

## Carreira
João da Matta, no teatro
No dia 17 de novembro de 1921, no Teatro São Carlos, de Campinas, foi encenada pela primeira vez João da Matta, de Amilar Alves, peça que depois daria origem ao filme homônimo. Quando o texto teatral foi publicado em livro, em 1934, numa coletânea de alguns trabalhos do autor (incluindo aí, também, as comédias Ciúmes e Arrufos, Tagarelice de Papagaio e
Qui, Quae Quod), vemos uma referência ao reconhecimento vindo da Academia Brasileira de Letras em relação à obra. Ainda um ano antes de sua estreia, o texto de João da Matta
figurara no Concurso de Peças Teatrais da ABL. Do seu parecer sobre a obra, a instituição ressaltou os méritos pela escolha do linguajar popular do interior, assim como elogiou
fortemente o caráter político da peça, onde abordavam-se os conflitos por terra e a injustiça no campo, finalizando com uma saudação ao campo, temperada de idealização.
A estória insere a temática da luta fundiária, apresentando um quadro social onde muitas das pendengas baseavam-se em questões burocráticas e justificativas arbitrárias para
obtenção dos “papéis”. No contexto apresentado pela peça, aqueles possuidores de mais dinheiro e poder conseguiam de forma irregular os títulos de propriedade, em detrimento
daqueles que viviam e trabalhavam há muito tempo em cada terra. O autor Amilar Alves tomou contato com esta realidade ao trabalhar como corretor de imóveis em Campinas,
no início do século 20, onde percebeu serem constantes as espoliações sofridas por sitiantes mais humildes.
A peça é realizada em três atos, embora curtos, com 12 personagens, e a ação transcorre-se na atualidade de então (anos 20), situando-se na zona rural da Região de Campinas.
A base do enredo era o litígio sobre as terras onde o personagem-título residia e trabalhava, junto com a sua família, cobiçadas por um grande empresário da cidade, nominado na
peça como Coronel. O espetáculo inicia-se com a discussão entre o protagonista e seu antagonista, após uma decisão judicial desfavorável a João da Matta. Durante a briga, para
intimidar o sitiante, o Coronel mente, alegando ser João um assaltante. Como o vilão da peça costumava se valer de uma série de artifícios ilícitos, baseados em seu poder,
João da Matta resolve ficar uns meses escondido, na Bahia, para também investigar os fatos. Ao retornar para o estado de São Paulo, o camponês traz os documentos
comprobatórios do direito de sua família à terra, além de descobrir manchas no passado do Coronel, envolvido num assassinato em seu passado. Enfurecido, o empresário parte
para cima de João com uma arma de fogo, cena desenvolvida no clímax da história. Na briga entre os dois, o camponês acaba desarmando e enforcando o vilão, matando-o
acidentalmente. Com a chegada da polícia, no desfecho da peça, o acontecido é percebido pelas autoridades, mas o delegado acaba por dar razão a João da Matta e o deixa livre
de condenação.
Completavam o quadro do espetáculo alguns personagens da família de João e amigos, além dos policiais, o filho do Coronel e outras pessoas no contexto da trama.
Com maior destaque temos a mãe do protagonista, chamada Anna, sempre temerosa do que poderia acontecer ao filho, além da noiva Laurinda, junto ao seu pai Lázaro e
os amigos Felisberto e Gervásio. Os diálogos entre os personagens ajudam a compreender os meandros da narrativa, mas também refletem sobre a situação do camponês
constantemente espoliado.

João da Matta no Cinema
Segundo a reportagem de Eustáquio Gomes no jornal campineiro Correio Popular de 1981 (publicada por ocasião do centenário de Amilar Alves), foi o prêmio recebido pela ABL
o grande estímulo para transformar a peça João da Matta em filme. Para isso, Alves constituiu a produtora Phenix Film junto a outros três sócios: Vitorino de Oliveira Prata,
Francisco Castelo e José Ziggiatti. Quando o diretor adquiriu uma quantidade grande de película, seus parceiros “levaram a mão à cabeça”, percebendo que não se trataria de
um curta, mas de um longa-metragem, algo extremamente raro para a época.
Para o elenco do longa foram convocados atores de companhias teatrais da cidade, como Ângelo Fortes, atuando como o protagonista, além de atores amadores.
No papel da mãe atuou uma moradora da região rural de Campinas, cujo nome citado pelo Correio Popular é apenas Nhanhã, uma “caipira típica”, segundo o jornal da época.
As filmagens ocorreriam aos domingos, devido às atividades cotidianas individuais dos membros da equipe, na estrada entre Campinas em São Paulo, além de Capivari e fazendas
da região. A equipe precisou agir com inventividade, adaptando e criando as ferramentas audiovisuais, naquela que seria a primeira produção cinematográfica da cidade e único
filme realizado por Amilar Alves.
Thomaz de Túllio foi o cinegrafista, diretor de fotografia, técnico de laboratório e de efeitos especiais, sendo o pioneiro a adaptar iluminação artificial para estúdios de cinema no
Brasil. Em entrevista para o curta “João da Matta: um documento”, de Marcos Craveiro (1984), ele conta sobre a necessidade de se adequar às limitações da época: “Para poder
produzir o filme, já que naquele tempo não existia os estúdios, que existia em São Paulo, eu montei um pequeno laboratório com recursos para revelar, copiar, cortar o filme”.
De Túllio lembra também, da utilização dos próprios cenários do teatro: “Às vezes ficava até meio cômico, porque quando se abria uma porta, ou se jogava qualquer coisa na
parede, tudo balançava”.
O diretor de fotografia também ressalta, na mesma entrevista, a qualidade de algumas cenas, como a luta entre João e o Coronel e a dificuldade de trabalhar com um material
pesado, que necessitava de algumas pessoas para manusear.
No ano de 1923 estreava, em sessão especial do Teatro Rink, o primeiro filme realizado em Campinas-SP: o longa-metragem João da Matta, de Amilar Alves.
Tratava-se de uma obra ficcional, trazendo em seu enredo o conflito fundiário entre o camponês João da Matta e o personagem do Coronel, que pretendia
lhe retirar as terras. O longa, baseado em uma peça teatral do mesmo diretor, foi bem recebido pela imprensa, segundo os arquivos da época, e inauguraria
o primeiro Ciclo de Cinema de Campinas, presente nos anos 1920.
Os rolos da película foram afetados por um incêndio ocorrido na Cinemateca Brasileira. Do filme original restam ainda alguns trechos, muitos dos quais importantes para a trama,
como a luta final entre João e o Coronel. Estas partes “sobreviventes” estão disponíveis na Cinemateca Brasileira para fins de pesquisa e podem nos auxiliar a compreender um
pouco desta primeira tentativa de construção de um cinema genuinamente campineiro. Em 2020, durante o 2º Encontro de Cinema do Interior do ICine, foi realizada uma exibição de 5 minutos de trechos restaurados pelo prof. Carlos Roberto de Souza da Universidade Federal de São Carlos, integrante de seu filme "Um Drama Caipira para Caio Shelby", fruto de pesquisa que realiza desde os anos 1970 sobre o tema.

## Legado e homenagens

### Semana Amilar Alves
Em 19 de Março de 2019, foi realizada na Câmara Municipal de Campinas uma audiência pública para debater um projeto de lei que institui no Calendário Oficial do Município a Semana Amilar Alves do Audiovisual de Campinas, a ser celebrada na última semana de maio. De acordo com a propositura, a mostra será organizada anualmente pela Câmara Temática do Audiovisual de Campinas (CTAv Campinas). A proposta foi votada e sancionada em 10 de maio como "Lei Amilar Alves", nº 15.756/2019.

### Remake de "João da Matta"
Foi anunciada uma refilmagem de João da Matta, contemplada pelo edital nº 25/2020 do Programa de Ação Cultural do Estado de São Paulo, a ser produzida durante o ano de 2021, dirigida por Ramiro Rodrigues. A produção será realizada como "registro teatral" ou, cineteatro, em linguagem híbrida entre teatro e cinema, tendo Moscou (filme), Pina (filme) e o próprio filme João da Matta original como referências.